# دنيس براون (مغني)
دنيس براون (بالإنجليزية: Dennis Brown)‏ هو مغني جامايكي، ولد في 1 فبراير 1957 في كينغستون في جامايكا، وتوفي بنفس المكان في 1 يوليو 1999 بسبب استرواح الصدر.

## وصلات خارجية
- دنيس براون على موقع ميوزك برينز (الإنجليزية)
- دنيس براون على موقع أول ميوزيك (الإنجليزية)
- دنيس براون على موقع ديسكوغز (الإنجليزية)